# Campeonato Argentino de Mayores 2011
El Campeonato Argentino de Mayores de 2011 fue la sexagésimo-séptima edición del torneo de uniones regionales organizado por la Unión Argentina de Rugby. El torneo se llevó a cabo entre el 26 de marzo y el 23 de abril de 2011.
Con el objetivo de fomentar el desarrollo en las uniones de la Zona Estímulo (la tercera división del Campeonato Argentino), la Comisión de Competencia y Desarrollo de la Unión Argentina de Rugby decidió establecer un nuevo formato de competición: el Campeonato Súper 9. Este nuevo torneo permitió que todas las uniones participantes, antes dividas en tres distantes zonas geográficas, puedan reunirse en una sede única y disputar encuentros contra equipos de otras regiones. Los partidos tuvieron un formado reducido, disputándose dos tiempos de 20 minutos y garantizando que cada equipo disputase cuatro encuentros en total. Además, se realizaron cursos y talleres para el desarrollo de jugadores, entrenadores y árbitros. La sede elegida para esta temporada fue Junín, en la Provincia de Buenos Aires.
La Unión Cordobesa de Rugby consiguió su sexto campeonato al derrotar 18-16 en la final a la Unión de Rugby de Buenos Aires en las instalaciones del Belgrano Athletic Club. El cordobés Ramiro Pez anotó todos los puntos de los Dogos en la final, producto de seis penales. El plantel cordobés contó con jugadores como Gastón Revol, Alejandro Allub y Lisandro Gómez López, mientras que las Águilas tuvieron entre sus filas  a Francisco Gómez Kodela, Ramiro Herrera y Gonzalo Delguy, entre otros.
A partir de esta temporada se dejó de utilizar el sistema de puntos bonus (por anotar cuatro tries y por perder por menos de siete puntos) y se volvió al tradicional sistema, otorgando dos (2) puntos por partido ganado, uno (1) por partido empatado y cero (0) puntos por partido perdido.

## Equipos participantes
Disputaron esta edición los seleccionados provenientes de veinticinco uniones provinciales: ocho en la Zona Campeonato, ocho en la Zona Ascenso y nueve en la Zona Estímulo "Súper 9".
| División                          | Equipo              | Unión                                                |
| --------------------------------- | ------------------- | ---------------------------------------------------- |
| Zona Campeonato 8 equipos         | Buenos Aires        | Unión de Rugby de Buenos Aires                       |
| Zona Campeonato 8 equipos         | Córdoba             | Unión Cordobesa de Rugby                             |
| Zona Campeonato 8 equipos         | Cuyo                | Unión de Rugby de Cuyo                               |
| Zona Campeonato 8 equipos         | Mar del Plata       | Unión de Rugby de Mar del Plata                      |
| Zona Campeonato 8 equipos         | Rosario             | Unión de Rugby de Rosario                            |
| Zona Campeonato 8 equipos         | Salta               | Unión de Rugby de Salta                              |
| Zona Campeonato 8 equipos         | Santa Fe            | Unión Santafesina de Rugby                           |
| Zona Campeonato 8 equipos         | Tucumán             | Unión de Rugby de Tucumán                            |
| Zona Ascenso 8 equipos            | Alto Valle          | Unión de Rugby del Alto Valle de Río Negro y Neuquén |
| Zona Ascenso 8 equipos            | Austral             | Unión de Rugby Austral                               |
| Zona Ascenso 8 equipos            | Chubut              | Unión de Rugby del Valle del Chubut                  |
| Zona Ascenso 8 equipos            | Entre Ríos          | Unión Entrerriana de Rugby                           |
| Zona Ascenso 8 equipos            | Nordeste            | Unión de Rugby del Nordeste                          |
| Zona Ascenso 8 equipos            | Santiago del Estero | Unión Santiagueña de Rugby                           |
| Zona Ascenso 8 equipos            | San Juan            | Unión Sanjuanina de Rugby                            |
| Zona Ascenso 8 equipos            | Sur                 | Unión de Rugby del Sur                               |
| Súper 9 (Zona Estímulo) 9 equipos | Andina              | Unión Andina de Rugby                                |
| Súper 9 (Zona Estímulo) 9 equipos | Formosa             | Unión de Rugby de Formosa                            |
| Súper 9 (Zona Estímulo) 9 equipos | Jujuy               | Unión Jujeña de Rugby                                |
| Súper 9 (Zona Estímulo) 9 equipos | Lagos del Sur       | Unión de Rugby de los Lagos del Sur                  |
| Súper 9 (Zona Estímulo) 9 equipos | Misiones            | Unión de Rugby de Misiones                           |
| Súper 9 (Zona Estímulo) 9 equipos | Oeste               | Unión de Rugby del Oeste de Buenos Aires             |
| Súper 9 (Zona Estímulo) 9 equipos | San Luis            | Unión de Rugby San Luis                              |
| Súper 9 (Zona Estímulo) 9 equipos | Santa Cruz          | Unión Santacruceña de Rugby                          |
| Súper 9 (Zona Estímulo) 9 equipos | Tierra del Fuego    | Unión de Rugby de Tierra del Fuego                   |

## Formato
Los veinticinco equipos participantes fueron divididos en tres categorías: Zona Campeonato, Zona Ascenso y Zona Estímulo "Súper 9".
Zona Campeonato
La Zona Campeonato estuvo compuesta por ocho equipos divididos en dos zonas de cuatro equipos cada uno y se resolvieron con el sistema de todos contra todos a una sola ronda y alternando encuentros de local y visitante. Se otorgaron 2 puntos por partido ganado, 1 por partido empatado y 0 por partido perdido. No hubo puntos bonus. Los 1.º y 2.º de cada zona clasificaron a las semifinales. 
En las semifinales se enfrentaron el 1.º de la Zona 1 contra el 2.º de la Zona 2 y viceversa. Los 1.º de cada zona fueron locales. Los ganadores de las semifinales clasificaron a la final para determinar el campeón de la temporada. Para la definición de la localía en la final, se invirtieron las localías de las semifinales y en caso de no ser posible se procedería a realizar un sorteo.
Los equipos que ocuparon el 4.º puesto en sus zonas pasaron a disputar finales a ida y vuelta contra los dos ganadores de la Zona Ascenso. Los ganadores de ambas finales adquieren el derecho a participar de la Zona Campeonato de la siguiente edición.
Zona Ascenso
La Zona Ascenso estuvo compuesta por ocho equipos divididos en dos zonas de cuatro equipos cada uno y se resolvieron con el sistema de todos contra todos a una sola ronda y alternando encuentros de local y visitante. Se otorgaron 2 puntos por partido ganado, 1 por partido empatado y 0 por partido perdido.  No hubo puntos bonus.
Los 1.º de cada zona clasificaron a las finales contra los equipos que ocuparon los últimos puestos en la Zona Campeonato. Los ganadores de estas finales (disputadas a ida y vuelta) adquieren el derecho a participar de la Zona Campeonato de la siguiente edición. Por otro lado, los últimos de cada zona se enfrentaron un partido de desempate para definir el descenso al Súper 9 de 2012.
Zona Estímulo (Súper 9)
La Zona Estímulo, que esta temporada paso ser conocida también como el Súper 9, estuvo compuesta por nueve equipos. Esta zona se rigió por su propio formato de competición y de partidos, además de disputarse bajo una sede única. El ganador ascendió de forma directa a la Zona Ascenso 2012.

## Zona Campeonato

### Zona 1
| Pos. | Equipos       | Partidos | Partidos | Partidos | Tantos | Tantos | Tantos | Pts. |
| Pos. | Equipos       | G        | E        | P        | PF     | PC     | DP     | Pts. |
| ---- | ------------- | -------- | -------- | -------- | ------ | ------ | ------ | ---- |
| 1.°  | Tucumán       | 3        | 0        | 0        | 118    | 68     | +50    | 6    |
| 2.°  | Cuyo          | 2        | 0        | 1        | 79     | 71     | +8     | 4    |
| 3.°  | Salta         | 1        | 0        | 2        | 63     | 113    | -50    | 2    |
| 4.°  | Mar del Plata | 0        | 0        | 3        | 81     | 89     | -8     | 0    |

|  | Clasifica a fase final             |
|  | Disputa fase final de Zona Ascenso |

| 26 de marzo | Tucumán | 64 - 17 | Salta | Tucumán Lawn Tennis, Tucumán               |                                            |
|             |         | Reporte |       | Árbitro(s): Hernán Filomena (Buenos Aires) | Árbitro(s): Hernán Filomena (Buenos Aires) |

| 26 de marzo | Cuyo | 33 - 27 | Mar del Plata | Mendoza Rugby Club, Bermejo                     |                                                 |
|             |      | Reporte |               | Árbitro(s): Ignacio Iparraguirre (Buenos Aires) | Árbitro(s): Ignacio Iparraguirre (Buenos Aires) |

| 2 de abril | Mar del Plata | 29 - 30 | Tucumán | IPR Sporting Club, Mar del Plata              |                                               |
|            |               | Reporte |         | Árbitro(s): Gustavo Tomanovich (Buenos Aires) | Árbitro(s): Gustavo Tomanovich (Buenos Aires) |

| 2 de abril | Cuyo | 24 - 20 | Salta | Mendoza Rugby Club, Bermejo              |                                          |
|            |      | Reporte |       | Árbitro(s): Matías Fresia (Buenos Aires) | Árbitro(s): Matías Fresia (Buenos Aires) |

| 9 de abril | Tucumán | 24 - 22 | Cuyo | Los Tarcos Rugby Club, Tucumán                  |                                                 |
|            |         | Reporte |      | Árbitro(s): Ignacio Iparraguirre (Buenos Aires) | Árbitro(s): Ignacio Iparraguirre (Buenos Aires) |

| 9 de abril | Salta | 26 - 25 | Mar del Plata | Jockey Club, Salta                   |                                      |
|            |       | Reporte |               | Árbitro(s): Javier Mancuso (Córdoba) | Árbitro(s): Javier Mancuso (Córdoba) |

### Zona 2
| Pos. | Equipos      | Partidos | Partidos | Partidos | Tantos | Tantos | Tantos | Pts. |
| Pos. | Equipos      | G        | E        | P        | PF     | PC     | DP     | Pts. |
| ---- | ------------ | -------- | -------- | -------- | ------ | ------ | ------ | ---- |
| 1.°  | Córdoba      | 3        | 0        | 0        | 131    | 24     | +107   | 6    |
| 2.°  | Buenos Aires | 2        | 0        | 1        | 121    | 67     | +54    | 4    |
| 3.°  | Rosario      | 1        | 0        | 2        | 59     | 73     | -14    | 2    |
| 4.°  | Santa Fe     | 0        | 0        | 3        | 34     | 181    | -147   | 0    |

|  | Clasifica a fase final             |
|  | Disputa fase final de Zona Ascenso |

| 26 de marzo | Rosario | 18 - 30 | Buenos Aires | Duendes Rugby Club, Rosario     |                                 |
|             |         | Reporte |              | Árbitro(s): Andrés Ramos (Cuyo) | Árbitro(s): Andrés Ramos (Cuyo) |

| 26 de marzo | Córdoba | 70 - 3  | Santa Fe | Jockey Club, Córdoba                     |                                          |
|             |         | Reporte |          | Árbitro(s): Fernando Martorell (Tucumán) | Árbitro(s): Fernando Martorell (Tucumán) |

| 2 de abril | Santa Fe | 15 - 28 | Rosario | Universitario, Santa Fe              |                                      |
|            |          | Reporte |         | Árbitro(s): Javier Mancuso (Córdoba) | Árbitro(s): Javier Mancuso (Córdoba) |

| 2 de abril | Córdoba | 33 - 8  | Buenos Aires | Jockey Club, Córdoba               |                                    |
|            |         | Reporte |              | Árbitro(s): Claudio Antonio (Cuyo) | Árbitro(s): Claudio Antonio (Cuyo) |

| 9 de abril | Rosario | 13 - 28 | Córdoba | Jockey Club, Rosario               |                                    |
|            |         | Reporte |         | Árbitro(s): Omar Alcócer (Tucumán) | Árbitro(s): Omar Alcócer (Tucumán) |

| 9 de abril | Buenos Aires | 83 - 16 | Santa Fe | Belgrano Athletic Club, Buenos Aires |                                      |
|            |              | Reporte |          | Árbitro(s): Carlos Romero (Nordeste) | Árbitro(s): Carlos Romero (Nordeste) |

### Fase final
|  | Semifinales         | Semifinales         | Semifinales |         |              | Final        | Final       | Final       |  |
|  | 16 de abril         | 16 de abril         | 16 de abril |         |              | 23 de abril  | 23 de abril | 23 de abril |  |
|  |                     |                     |             |         |              |              |             |             |  |
|  |                     |                     |             |         |              |              |             |             |  |
|  | Tucumán             | Tucumán             | 20          |         |              |              |             |             |  |
|  | Tucumán             | Tucumán             | 20          |         |              |              |             |             |  |
|  | Buenos Aires (t.e.) | Buenos Aires (t.e.) | 20          |         |              |              |             |             |  |
|  | Buenos Aires (t.e.) | Buenos Aires (t.e.) | 20          |         | Buenos Aires | Buenos Aires | 16          |             |  |
|  |                     |                     |             |         | Buenos Aires | Buenos Aires | 16          |             |  |
|  |                     |                     | Córdoba     | Córdoba | 18           |              |             |             |  |
|  | Córdoba             | Córdoba             | Córdoba     | Córdoba | 18           | 49           |             |             |  |
|  | Córdoba             | Córdoba             |             |         |              | 49           |             |             |  |
|  | Cuyo                | Cuyo                | 11          |         |              |              |             |             |  |
|  | Cuyo                | Cuyo                | 11          |         |              |              |             |             |  |
|  |                     |                     |             |         |              |              |             |             |  |

Semifinales
| 16 de abril | Tucumán | 20 - 20 (t.e.) | Buenos Aires | Tucumán Lawn Tennis, Tucumán         |                                      |
| |         | Reporte        |              | Árbitro(s): Javier Mancuso (Córdoba) | Árbitro(s): Javier Mancuso (Córdoba) |
| Al estar igualados en seis criterios (tries, drops, conversiones, tarjetas, etc.), Buenos Aires ganó por haber marcado el primer try del encuentro. |         |                |              |                                      |                                      |

| 16 de abril | Córdoba | 49 - 11 | Cuyo | Jockey Club, Córdoba                          |                                               |
|             |         | Reporte |      | Árbitro(s): Francisco Pastrana (Buenos Aires) | Árbitro(s): Francisco Pastrana (Buenos Aires) |

Final
| 23 de abril | Buenos Aires | 16 - 18 | Córdoba | Belgrano Athletic Club, Buenos Aires                             |                                                                  |
|             |              | Reporte |         | Asistencia: 4000 espectadores Árbitro(s): Omar Alcócer (Tucumán) | Asistencia: 4000 espectadores Árbitro(s): Omar Alcócer (Tucumán) |

| Bandera de la Provincia de Córdoba |
| Córdoba Campeón                    |
| Sexto título                       |

## Zona Ascenso

### Zona 1
| Pos. | Equipos         | Partidos | Partidos | Partidos | Tantos | Tantos | Tantos | Pts. |
| Pos. | Equipos         | G        | E        | P        | PF     | PC     | DP     | Pts. |
| ---- | --------------- | -------- | -------- | -------- | ------ | ------ | ------ | ---- |
| 1.°  | San Juan        | 2        | 0        | 1        | 83     | 53     | +30    | 4    |
| 2.°  | Sgo. del Estero | 2        | 0        | 1        | 70     | 73     | -3     | 4    |
| 3.°  | Entre Ríos      | 1        | 0        | 2        | 43     | 75     | -32    | 2    |
| 4.°  | Nordeste        | 1        | 0        | 2        | 46     | 41     | +5     | 2    |

|  | Clasifica a fase final de Zona Ascenso |
|  | Juega desempate por el descenso        |

| 26 de marzo | Nordeste | 12 - 15 | Santiago del Estero | Aranduroga Rugby Club, Corrientes      |                                        |
|             |          | Reporte |                     | Árbitro(s): Emilio Traverso (Santa Fe) | Árbitro(s): Emilio Traverso (Santa Fe) |

| 26 de marzo | San Juan | 27 - 12 | Entre Ríos | San Juan Rugby Club, San Juan        |                                      |
|             |          | Reporte |            | Árbitro(s): Javier Mancuso (Córdoba) | Árbitro(s): Javier Mancuso (Córdoba) |

| 2 de abril | Entre Ríos | 11 - 9  | Nordeste | CA Estudiantes, Paraná                   |                                          |
|            |            | Reporte |          | Árbitro(s): Fernando Martorell (Tucumán) | Árbitro(s): Fernando Martorell (Tucumán) |

| 2 de abril | San Juan | 41 - 16 | Santiago del Estero | San Juan Rugby Club, San Juan   |                                 |
|            |          | Reporte |                     | Árbitro(s): Andrés Ramos (Cuyo) | Árbitro(s): Andrés Ramos (Cuyo) |

| 9 de abril | Nordeste | 25 - 15 | San Juan | CURNE, Resistencia                                              |                                                                 |
|            |          | Reporte |          | Asistencia: 600 espectadores Árbitro(s): Mauro Rivera (Rosario) | Asistencia: 600 espectadores Árbitro(s): Mauro Rivera (Rosario) |

| 9 de abril | Santiago del Estero | 39 - 20 | Entre Ríos | Santiago Lawn Tennis, Santiago del Estero |                                        |
|            |                     | Reporte |            | Árbitro(s): Emilio Traverso (Santa Fe)    | Árbitro(s): Emilio Traverso (Santa Fe) |

### Zona 2
| Pos. | Equipos    | Partidos | Partidos | Partidos | Tantos | Tantos | Tantos | Pts. |
| Pos. | Equipos    | G        | E        | P        | PF     | PC     | DP     | Pts. |
| ---- | ---------- | -------- | -------- | -------- | ------ | ------ | ------ | ---- |
| 1.°  | Alto Valle | 3        | 0        | 0        | 101    | 32     | +69    | 6    |
| 2.°  | Chubut     | 2        | 0        | 1        | 74     | 73     | +1     | 4    |
| 3.°  | Sur        | 1        | 0        | 2        | 65     | 69     | -4     | 2    |
| 4.°  | Austral    | 0        | 0        | 3        | 46     | 112    | -66    | 0    |

|  | Clasifica a fase final de Zona Ascenso |
|  | Juega desempate por el descenso        |

| 26 de marzo | Alto Valle | 46 - 5  | Austral | Roca Rugby Club, General Roca                 |                                               |
|             |            | Reporte |         | Árbitro(s): Gustavo Tomanovich (Buenos Aires) | Árbitro(s): Gustavo Tomanovich (Buenos Aires) |

| 26 de marzo | Sur | 21 - 25 | Chubut | Sociedad Sportiva, Bahía Blanca       |                                       |
|             |     | Reporte |        | Árbitro(s): Víctor Riera (Alto Valle) | Árbitro(s): Víctor Riera (Alto Valle) |

| 2 de abril | Sur | 31 - 14 | Austral | Club El Nacional, Bahía Blanca                |                                               |
|            |     | Reporte |         | Árbitro(s): Sebastián Figueroa (Buenos Aires) | Árbitro(s): Sebastián Figueroa (Buenos Aires) |

| 3 de abril | Chubut | 14 - 25 | Alto Valle | Patoruzú Rugby Club, Trelew               |                                           |
|            |        | Reporte |            | Árbitro(s): Ignacio Rellán (Buenos Aires) | Árbitro(s): Ignacio Rellán (Buenos Aires) |

| 9 de abril | Alto Valle | 30 - 13 | Sur | Neuquén Rugby Club, Neuquén         |                                     |
|            |            | Reporte |     | Árbitro(s): Daniel Araque (Austral) | Árbitro(s): Daniel Araque (Austral) |

| 9 de abril | Austral | 27 - 35 | Chubut | Calafate Rugby Club, Comodoro Rivadavia     |                                             |
|            |         | Reporte |        | Árbitro(s): Federico Anselmi (Buenos Aires) | Árbitro(s): Federico Anselmi (Buenos Aires) |

### Fase final
En las finales por el ascenso a la Zona Campeonato 2011, la Unión de Rugby del Alto Valle cayo en ambos encuentros frente a Mar del Plata, que consiguió mantener la categoría. Por otro lado, la Unión Sanjuanina de Rugby logró una remontada agónica al anotar un penal durante tiempo cumplido que les permitió ganar el global 32-31 ante Santa Fe y reemplazarlos en la máxima categoría.
| 16 de abril | Mar del Plata | 33 - 30 | Alto Valle | IPR Sporting Club, Mar del Plata        |                                         |
|             |               | Reporte |            | Árbitro(s): Martín Rodríguez (Santa Fe) | Árbitro(s): Martín Rodríguez (Santa Fe) |

| 23 de abril | Alto Valle | 16 - 21 | Mar del Plata | Marabunta Rugby Club, Cipolletti   |                                    |
|             |            | Reporte |               | Árbitro(s): Mauro Rivera (Rosario) | Árbitro(s): Mauro Rivera (Rosario) |

| 16 de abril | Santa Fe | 25 - 18 | San Juan | Santa Fe Rugby Club, Santa Fe            |                                          |
|             |          | Reporte |          | Árbitro(s): Matías Fresia (Buenos Aires) | Árbitro(s): Matías Fresia (Buenos Aires) |

| 23 de abril | San Juan | 14 - 6  | Santa Fe | San Juan Rugby Club, San Juan                                      |                                                                    |
|             |          | Reporte |          | Asistencia: 1500 espectadores Árbitro(s): Javier Mancuso (Córdoba) | Asistencia: 1500 espectadores Árbitro(s): Javier Mancuso (Córdoba) |

### Desempate descenso
La Unión de Rugby del Nordeste ganó el encuentro por la permanencia en la Zona Ascenso, por lo que la Unión de Rugby Austral descendió al Súper 9 de 2012 (Zona Estímulo).
| 22 de abril | Nordeste | 42 - 20 | Austral | CURNE, Resistencia                                              |                                                                 |
|             |          | Reporte |         | Asistencia: 300 espectadores Árbitro(s): Carlos Pinto (Tucumán) | Asistencia: 300 espectadores Árbitro(s): Carlos Pinto (Tucumán) |

## Zona Estímulo (Súper 9)
La Zona Estímulo (Súper 9) se disputó entre 31 de marzo y el 2 de abril en las instalaciones del Club Los Miuras de la Unión de Rugby del Oeste de Buenos Aires. El torneo fue ganado por la Unión Andina de Rugby que obtuvo la Copa de Oro al vencer 3-0 a los anfitriones en una final "de facto" y logró el ascenso a la Zona Ascenso 2012.
| 1.° | Andina           | 4 | 0 | 0 | 58 | 11  | +47 | 8 |
| 2.° | Oeste            | 3 | 0 | 1 | 64 | 6   | +58 | 6 |
| 3.° | Lagos del Sur    | 2 | 0 | 2 | 58 | 34  | +24 | 4 |
| 4.° | Misiones         | 3 | 0 | 1 | 40 | 34  | +6  | 6 |
| 5.° | Jujuy            | 1 | 1 | 2 | 52 | 35  | +17 | 3 |
| 6.° | San Luis         | 1 | 0 | 3 | 22 | 83  | -61 | 2 |
| 7.° | Tierra del Fuego | 2 | 0 | 2 | 45 | 51  | -6  | 4 |
| 8.° | Santa Cruz       | 1 | 1 | 2 | 50 | 57  | -7  | 3 |
| 9.° | Formosa          | 0 | 0 | 4 | 32 | 110 | -78 | 0 |

|  | Campeón Copa de Oro y asciende a Zona Ascenso 2012. |
|  | Campeón Copa de Plata.                              |
|  | Campeón Copa de Bronce.                             |